# النساء في الأعمال التجارية

نسبة الشركات التي تديرها النساء حسب المنطقة

يقصد بعبارة النساء في الأعمال التجارية مشاركة المرأة في الأدوار القيادية في التجارة و الأعمال.
تاريخياً، تم إقصاء النساء من الأدوار القيادية في الأعمال التجارية. لكن اليوم، تشغل النساء أدوارًا في قيادة الشركات و ريادة الأعمال أكثر من أي وقت مضى. نيجيريا هي الاقتصاد الرائد في إفريقيا في الوقت الحالي وهي مكان رائع لرائدات الأعمال. زاد عدد الشركات المملوكة للنساء بنسبة تقارب 3000٪ منذ عام 1972 وفقًا لـ «تقرير حالة الأعمال المملوكة للنساء لعام 2018» بتكليف من أمريكان إكسبريس.

## المرأة في قيادة الشركات
تشكل النساء 4.8٪ فقط من الرؤساء التنفيذيين في أكبر 500 شركة في العالم، و يشكلون 44.7٪ من إجمالي الموظفين.
أصبحت كاثرين جراهام الرئيسة التنفيذية لشركة واشنطن بوست في عام 1972، مما جعلها أول رئيسة تنفيذية لشركة من شركات قائمة فورتشن 500. تدون غراهام في مذكراتها النضالات الشخصية التي واجهتها كامرأة في مثل هذا المنصب الرفيع في شركة نشر. كانت تشك في نفسها باستمرار وكانت تبحث في كثير من الأحيان عن الطمأنينة من زملائها الذكور. لعبت جراهام دورًا أساسيًا في نجاح صحيفة واشنطن بوست. خلال ثلاثة عقود من قيادتها، نمت الإيرادات ما يقرب من عشرين ضعفًا وأصبحت واشنطن بوست مؤسسة عامة مدرجة في بورصة نيويورك.
تم تعيين أورسولا بيرنز الرئيسة التنفيذية لشركة Xerox في عام 2009.
و قبلها كانت آن مولكاهي تدير الشركة ثم اختارت بيرنز خلفًا لها. كان هذا التحول في القيادة هو المرة الأولى التي تختار فيها رئيسة تنفيذية رئيسة تنفيذية أخرى لتحل محلها. يوجد حاليًا 5 فقط من الرؤساء التنفيذيين الأمريكيين من أصل أفريقي يترأسون شركات فورتشن 500 و من بينهم بيرنز هي المرأة الوحيدة بينهم. من خلال تحقيق ذلك، تغلبت على الصعاب التي تواجه العديد من الشابات اليوم. «قال لي كثير من الناس إن الحظ لم يحالفني في ثلاث: كنت سوداء. كنت فتاة. كنت فقيرة». ارتقت بيرنز في الرتب من متدرب في الشركة عام 1980، إلى رئيس عام 2007، ومدير تنفيذي عام 2009، ثم رئيس مجلس إدارة في عام 2010. خلال منصبها كرئيسة تنفيذية، قادت بيرنز عملية الاستحواذ على Affiliated Computer Services. تعد عملية الشراء البالغة 6.4 مليار دولار أمريكي أكبر عملية شراء للأصول في تاريخ شركة Xerox. ساعد هذا الاستحواذ في تقدم Xerox لتصبح شركة التكنولوجيا والخدمات كما هي اليوم. تمثل أعمال خدمات Xerox أكثر من 50 بالمائة من عائدات الشركة. تواصل Xerox أيضًا الاحتفاظ بمكانتها الأولى بصفتها مالكة لحصة السوق من خلال أعمالها في مجال تكنولوجيا المستندات.
اعتبارًا من عام 2014، حوالي 60 ٪ من 22000 شركة عالمية ليس لديها عضوات في مجلس الإدارة، وأكثر من نصفها بقليل ليس لديها مديرات تنفيذية من الإناث، وأقل من 5 ٪ لديها رئيسة تنفيذية. ومع ذلك، هناك تباين كبير بين الدول المختلفة: النرويج، ولاتفيا، وبلغاريا، وسلوفينيا لديها ما لا يقل عن 20 ٪ من تمثيل الإناث في كبار المديرين التنفيذيين وأعضاء مجلس الإدارة، بينما كان تمثيل الإناث في اليابان 2 ٪ فقط في أعضاء مجلس الإدارة و 2.5 ٪ تمثيل الإناث في C- المديرين التنفيذيين جناح.
وجدت دراسة أجريت عام 2009 على 2000 شركة و 87000 مجلس إدارة في الولايات المتحدة، أنه في المتوسط، كلما زاد عدد أعضاء مجالس الإدارة من النساء، انخفض أداء الشركة.

## النساء كرائدات أعمال
تتراوح نسبة رائدات الأعمال بين 1.5% - 45.4% من الإناث البالغات في 59 اقتصادًا مدرجًا في مشروع البحث العالمي لمراقبة ريادة الأعمال. على الرغم من أن نشاط ريادة الأعمال بين النساء هو الأعلى في الاقتصادات الناشئة (45.5 في المائة)، فإن نسبة جميع رائدات الأعمال من النساء تختلف اختلافًا كبيرًا بين الاقتصادات: من 16 في المائة في جمهورية كوريا إلى 55 في المائة في غانا ( و هو الاقتصاد الوحيد الذي فيه عدد أكبر من النساء).
يُظهر تحليل متعدد السنوات أن هذه الفجوة بين الجنسين استمرت في معظم الاقتصادات خلال السنوات التسع الماضية (2002-2010). وفي العديد من الاقتصادات الناشئة، تبدأ النساء الآن نشاطهن التجاري بمعدل أسرع من الرجال، مما يساهم بشكل كبير في خلق فرص العمل ونمو الاقتصاد. من المرجح أن تبدأ النساء أعمالًا تركز على الاستدامة.

## روابط خارجية
- إدارة الأعمال الصغيرة